# Wierzchosławice (gmina w województwie wrocławskim)
Wierzchosławice – dawna gmina wiejska istniejąca w latach 1945–1954 w woj. wrocławskim (dzisiejsze woj. dolnośląskie). Siedzibą władz gminy były Wierzchosławice.
Gmina Wierzchosławice powstała po II wojnie światowej na terenie tzw. Ziem Odzyskanych (tzw. II okręg administracyjny – Dolny Śląsk). 28 czerwca 1946 gmina – jako jednostka administracyjna powiatu jaworskiego – weszła w skład nowo utworzonego woj. wrocławskiego.
Według stanu z 1 lipca 1952 gmina składała się z 12 gromad: Domanów, Gorzanowice, Gostków, Nagórnik, Nowe Bogaczowice, Półwsie, Pustelnik, Stare Rochowice, Świny, Wierzchosławice, Wierzchosławiczki i Wolbromek. Gmina została zniesiona 29 września 1954 wraz z reformą wprowadzającą gromady w miejsce gmin. Jednostki nie przywrócono 1 stycznia 1973 wraz z kolejną reformą reaktywującą gminy.